# Pensiero di Hegel

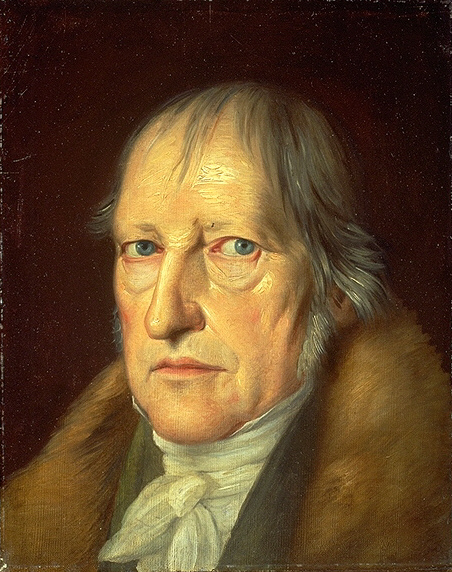
Georg Wilhelm Friedrich Hegel

La filosofia di Georg Wilhelm Friedrich Hegel rappresenta una delle linee di pensiero più profonde e complesse
della tradizione occidentale. Partendo dal lavoro dei suoi predecessori nell'idealismo (Fichte e Schelling) e con influenze e suggestioni di altri sistemi di pensiero (come Immanuel Kant), sviluppò una filosofia innovativa, profonda e articolata. La sua visione storicista e idealista della realtà nel suo complesso ha rivoluzionato il pensiero europeo, gettando le basi della filosofia continentale e del marxismo successivi.
Hegel sviluppò un quadro teorico completo come non veniva sviluppato dall'epoca di Platone e Aristotele, un "sistema" (idealismo assoluto), studiando il rapporto tra mente e natura, soggetto e oggetto della conoscenza e della psicologia; e tenendo conto nella sua prospettiva dello Stato, della storia, dell'arte, della religione e della filosofia. In particolare, ha sviluppato un concetto di mente o spirito, manifestatosi in una serie di contraddizioni e di opposizioni e, in ultima analisi, pervenendo ad una filosofia della totalità. Esempi di contraddizioni che vengono superate nel suo sistema filosofico sono quelle tra natura e libertà o tra immanenza e trascendenza. Le pagine che ricercano tali soluzioni sono spesso di una complessità tale da lasciare incerti sull'interpretazione più corretta.
Da Hegel, sia accogliendo le sue proposizioni che rifiutandole, si sviluppa gran parte della filosofia moderna, dagli sviluppi successivi della filosofia romantica all'hegelismo e al neohegelismo di Benedetto Croce e Giovanni Gentile, da Karl Marx a Arthur Schopenhauer,  e a Friedrich Nietzsche.

## Nascita e sviluppo del sistema
Compiuti gli studi classici a Stoccarda, Hegel si iscrisse all'Università di Tubinga, dove strinse amicizia con Friedrich Hölderlin e Friedrich Schelling, suoi compagni di stanza all'università. Terminati gli studi di filosofia lavorò come precettore privato. Nel 1801 si trasferì a Jena, dove terminò il primo dei suoi capolavori: la complessa Fenomenologia dello spirito (1807).
Nel 1817 pubblicò un'esposizione completa e sistematica della sua filosofia, l'Enciclopedia delle scienze filosofiche in compendio. Nel 1818 gli venne offerta la cattedra di filosofia che era stata di Johann Fichte all'Università di Berlino, dove rimase fino alla morte, avvenuta nel 1831 a causa di un'epidemia di colera.

### Scritti teologici giovanili
Nel periodo trascorso a Berna e a Francoforte, dal 1794 al 1800, Hegel redasse i saggi pubblicati postumi nel 1907 a cura di Herman Nohl col titolo di Scritti teologici giovanili.
Nello scritto Religione popolare e cristianesimo (1794), la religione popolare (Volksreligion) è quella che Hegel definisce soggettiva perché impegna la fantasia e il cuore della singola persona ed è insieme pubblica, perché s'identifica con i costumi e le istituzioni di un popolo, come avveniva nella religione della polis greca. La città - Stato greca, secondo Hegel, che riprende motivi di Hölderlin, Schiller e Lessing, è una comunità organica di persone le quali sono, in modo concreto (concretum, cresciuto insieme), cittadini e religiosi insieme, ove si realizza la vera libertà che esclude sia le forme oppressive della comunità sull'individuo che l'indipendenza di ogni individuo dalla comunità; vera libertà è la possibilità di realizzare la propria volontà nella realtà politica, sociale e religiosa della comunità alla quale si appartiene.
Il Cristianesimo è invece una religione privata e oggettiva, vissuta cioè, in quanto privata, in un rapporto personale tra l'individuo e Dio, ma è anche oggettiva, ossia fondata sugli scritti testamentari e su dogmi ed è tutelata e prescritta da un ceto particolare, separato dal resto dei cittadini, il clero. Le società dove domina religiosamente il cristianesimo sono comunità non organiche di persone le quali sono in modo astratto, (abstractum, tirato fuori), cioè separatamente, cittadini e religiosi.
Nella La vita di Gesù (1795) Hegel ne espone la biografia - senza riferimenti all'incarnazione, ai miracoli, alla sua divinità e alla resurrezione - e l'insegnamento, considerato equivalente alla legge morale kantiana, sulla scorta della Religione entro i limiti della sola ragione di Kant. Hegel ha sostenuto che "Gesù ha essenzialmente insegnato l'imperativo categorico kantiano": «Fate che valga per voi quel che volete che valga come legge universale fra gli uomini».
Ne La positività della religione cristiana (1796) Hegel rintraccia nell'ambiente e nella cultura ebraica, incapace di cogliere la spiritualità dell'etica cristiana, legata com'è all'esteriorità del formalismo farisaico, la causa dell'involuzione della religione naturale in una religione positiva, ossia tradotta in dogmi, perché fondata sulla rivelazione divina e sulla struttura autoritaria della Chiesa.
Ebreo che si rivolge agli ebrei, Gesù è costretto a presentarsi come Messia, a fondare il cristianesimo sulla rivelazione di Dio, a operare miracoli, a istituire un sacerdozio che ne conservi l'insegnamento, negando la libertà di pensiero: in questo modo la ragione diviene passiva e non legislativa.
Se nel popolo ebraico a predominare è lo spirito di separatezza – in quanto popolo eletto opposto agli altri popoli, che vive in una natura che si contrappone ostilmente all'uomo, diversamente da quello greco - il popolo ebreo è un popolo infelice, che non vivendo l'armonia di una religione popolare vive una coscienza infelice, caratterizzata dall'alienazione, dalla separazione tra sé e Dio.
Ma Cristo si è anche contrapposto al kantismo e all'ebraismo, predicando non tanto il rispetto della legge, ma l'amore. Smentendo quanto sostenuto negli scritti precedenti - del resto non destinati alla pubblicazione - ne Lo spirito del cristianesimo e il suo destino (1799) Hegel afferma la superiorità della legge morale di Gesù sulla legge kantiana del dovere, vista come un'etica ebraica interiorizzata. L'amore è superiore al dovere perché "nell'amore viene meno ogni pensiero di dovere", il comportamento che ha per base l'amore non è più uniformato all'ubbidienza a una legge. Come l'incarnazione di Cristo è il congiungimento di umano e divino, di naturale e soprannaturale, così l'amore è la conciliazione di ciò che è separato, è l'unità degli uomini ottenuta non naturalmente ma dopo l'esperienza della separazione.
L'ultimo degli scritti teologici è il Frammento di sistema (1800), composto avendo presente i Discorsi di Friedrich Schleiermacher, nei quali la religione è il sentimento di compenetrazione di finito e infinito, unione mistica di umano e divino. Ma qui il finito e l'infinito sono intesi come termini assolutamente separati, distinti, senza alcuna relazione tra loro; tuttavia il finito, in quanto vita, "ha in sé la possibilità d'innalzarsi alla vita infinita", ha la possibilità di confluire, mediante la ragione che realizza dialetticamente l'unità dei due distinti momenti, nell'infinità della vita divina, oltre ogni distinzione e riflessione. Nel Frammento di sistema sono già introdotti alcuni termini che diverranno centrali nella filosofia hegeliana: finito, infinito, momento, dialettica, intelletto, ragione, spirito.

### Dalla religione popolare all'Assoluto
Stranamente in Hegel assistiamo a un processo inverso a quello che ha caratterizzato il percorso del pensiero in Fichte e Schelling: questi iniziano da problematiche filosofiche e arrivano a soluzioni religiose. In Hegel avviene l'opposto e questo non per una conversione a rovescio, dalla religione alla filosofia, ma perché egli trova un concetto di filosofia nuovo capace anche di risolvere i problemi religiosi.
Nell'ambiente accademico di Tubinga, dove opera il giovane Hegel, c'è una corrente legata alla tradizione filosofica religiosa: il cosiddetto "indirizzo soprannaturale" che tende a difendere la religione naturale.
È in questo filone religioso che Hegel pensa si debba procedere a un rinnovamento culturale e politico per l'umanità e in particolare per il popolo tedesco, tramite una nuova religione popolare che realizzi un'armonia tra le religioni razionali (soggettive) e quelle positive, rivelate (oggettive). Questa nuova religione unirà nell'uomo ragione e sensibilità e lo avvierà alla felicità. Tramite essa poi si supererà quella scissione tra il cittadino e lo Stato e tra il fedele e la Chiesa che segna la crisi del popolo tedesco. Questa nuova religione porterà al rinnovamento morale e politico della Germania.
Una religione popolare e priva di dogmi era quella dell'Ellade antica dove il sacerdote svolgeva anche una funzione pubblica. Il cittadino greco si identificava nella vita dello stato e della chiesa.
Con l'avvento del Cristianesimo ecclesiastico e dogmatico si è verificata invece la separazione dell'individuo dalla vita politica e religiosa. Questo non accadeva con la religione predicata da Gesù che era fondata sull'unità degli aspetti razionali e sensibili dell'uomo, ed era quindi più vicina al mondo greco, capace di godere della natura e di vivere la vita religiosa in comunanza con quella politica. Il mondo greco quindi espressione di quella totalità-unione che si è persa con la morte di Cristo.
Questa perdita è avvenuta per il legalismo (la legge di Mosè) dell'ambiente giudaico dove si è sviluppata la dottrina cristiana che ha trasformato questa religione in senso ecclesiastico e dogmatico operando una scissione tra l'individuo e la totalità. La sottomissione alla legge mosaica o a quella dei dominatori che tenevano in schiavitù il popolo d'Israele, ha causato il passaggio dalla fede morale e spontanea, alla fede nell'autorità.
Si deve al popolo ebraico infatti questa scissione tra l'uomo e Dio. Nella loro antica storia l'origine di questa separazione è stata l'esperienza del diluvio universale che ha portato gli ebrei a concepire una natura ostile da cui poteva salvarli solo il loro potente Dio trascendente e lontano da loro: il Dio di Mosè che ha dato loro le tavole dei comandamenti. L'uomo e la natura sono niente, Dio è tutto. Quindi per gli ebrei la natura è nemica, e diversi e ostili sono gli altri uomini, poiché essi soli sono il popolo eletto che non deve confondere l'unico Dio con gli dei di altri popoli.
Occorre quindi una nuova religione in grado di conciliare con l'amore la vita politica con quella religiosa, l'umano col divino. Con l'amore, unendo il finito con l'infinito, il soggetto fa tutt'uno con l'oggetto, l'umano si riconcilia con il divino, così che noi abbiamo la possibilità di cogliere la totalità, l'Assoluto, unione di finito ed infinito.

#### La definizione dell'Assoluto
Se ogni definizione è una relativizzazione, pretendere di definire l'Assoluto comporta necessariamente includere nella sua "definizione" ciò che non può rimanere escluso da lui, poiché esso è una totalità onnicomprensiva che non può avere nulla fuori di sé. Quindi si dovrà definire l'Assoluto come
- unione di finito e infinito, ma anche come
- non unione e cioè opposizione di finito ed infinito.

Afferma a proposito Hegel, che per essere infinito deve anche essere finito, ossia deve includere la finitezza al suo interno.
Ed è proprio l'opposizione, la negazione, l'antitesi, la caratteristica essenziale dello sviluppo dialettico della realtà: l'opposizione è la molla della vita, l'elemento dell'infinito progresso. Questo allora vuol dire che l'Assoluto come opposizione coincide con la realtà-opposizione, l'Assoluto è immanente alla realtà, assomiglia al Deus sive Natura di Spinoza, ma in realtà per Spinoza quella di Dio e Natura era una coincidenza che si dà da sola, senza bisogno di interazioni tra presunte tesi e antitesi.
Ecco spiegata la presunta conversione a rovescio: la problematica religiosa ha portato Hegel a scoprire un nuovo concetto filosofico tramite il quale la filosofia potrà raggiungere l'Assoluto.

### La critica alle filosofie precedenti

#### La critica agli illuministi
Appare immediata la contrapposizione sussistente fra Hegel e gli Illuministi: mentre Hegel crede nell'identità fra ragione e realtà, gli illuministi assumono la ragione come unico giudice della realtà, ragione finita e parziale. E mentre per Hegel la ragione è una costante della Storia ed ogni periodo storico va ben valutato, per gli illuministi la ragione è presente solo in determinate epoche storiche, contrapponendo le età illuminate alle epoche buie.

#### La critica a Kant
Hegel, come già i pre-romantici e i romantici, critica Kant per il suo dualismo, ovvero per la contrapposizione fra fenomeno e noumeno. In questo modo Kant dimostra di non avere la concezione dell'Assoluto che implica il superamento tra finito ed infinito nell'Assoluto. In secondo luogo, Hegel critica l'intento di Kant di volere realizzare una filosofia del finito, vale a dire la sua missione di rintracciare soltanto l'esistenza delle colonne d'Ercole della conoscenza umana, cioè della Ragione oltre la quale c'è l'inconoscibilità razionale della metafisica. Ma se Kant si propone di criticare la Ragione ancor prima di conoscerla, egli non farà altro che tentare di imparare a nuotare, prima ancora di buttarsi in acqua. La ragione invece può cogliere l'Assoluto. Bisogna restituire al popolo tedesco la metafisica. «Un popolo senza metafisica è come un tempio senza santuario».
Muove quindi la critica al Criticismo: nella Prefazione alla Filosofia del Diritto, afferma che criticare è facile, la mentalità superficiale critica sempre, Kant vede solo il negativo che è solo un momento -l'antitesi- e una parte della realtà, invece bisogna considerare la realtà nella sua totalità: il vero è l'intero.
Per Hegel Kant ha ridotto la conoscenza filosofica a una mera indagine sulle forme -gli strumenti e le capacità soggettive del conoscere- vuota di contenuto. Kant intende questa operazione come opportuna prima di addentrarsi nella conoscenza di Dio, anima e mondo, che sarebbero una vana fatica se prima si dimostrasse che sono inconoscibili. Secondo Hegel, invece, è impossibile e una vana fatica il discorso formale sul metodo fatto a priori del contenuto, perché la filosofia coincide con il suo oggetto, e riesce a conoscere gli strumenti solo dopoché sta già conoscendo l'oggetto e li astrae da questo, non è come altri campi del sapere in cui mi posso interrogare sul metodo prima di entrare nel merito.
La filosofia di Kant ha affermato l'inconoscibilità dell'Incondizionato/infinito, e ridotto la conoscenza delle cose finite, l'anima e il mondo, alla sola manifestazione sensibile, nell'impossibilità anche per questi di conoscere la cosa in sé e per sé; perdendosi in un vuoto discorso sulle forme del sapere.
Hegel critica in particolare la filosofia morale e la filosofia del diritto di Kant, che concepiscono solo astrattamente i rapporti tra l'individuo e lo Stato.

#### La critica ai Romantici
Il rapporto fra Hegel e i Romantici è abbastanza complesso. Pur vivendo nel medesimo periodo storico, bisogna ricordare che Hegel non è un romantico, bensì un idealista. Nei Romantici è il sentimento, la fede, l'intuizione, che Hegel definisce come «romantiche fantasticherie», a primeggiare su qualunque altra facoltà umana. È la Ragione il principio primo del pensiero e della realtà. Inoltre Hegel critica l'atteggiamento individualistico dei romantici, che chiudendosi narcisisticamente in sé stessi, perdono ogni contatto con il mondo.
Tuttavia è inevitabile riscontrare in Hegel la partecipazione a questo particolare momento storico, rintracciabile specialmente nell'anelare all'infinito. Si potrebbe pertanto dire che Hegel, più che essere separato dai Romantici, è piuttosto un momento a sé particolare di quel periodo.

#### La critica a Fichte
Si è detto che la filosofia di Fichte è paragonabile a una semiretta, di cui si conosce il punto di inizio, ma di cui non è possibile intravedere la fine. Hegel critica Fichte in due punti: Fichte, pur tentando, non risolve affatto il dualismo, poiché assume l'oggetto come semplice ostacolo, comunque separato, come finzione voluta dall'Io, per esercitare la sua assoluta libertà. L'assoluto è visto semplicemente come un ideale da raggiungere, una meta che però non si realizza mai. In Fichte dunque c'è la concezione dell'Assoluto come opposizione di finito ed infinito ma manca l'unione perché questo corre lungo la retta non raggiungendo mai il Non-Io che sempre gli si ripropone davanti. L'assoluto di Fichte è un "cattivo infinito".

#### La critica a Schelling
Nella filosofia di Schelling, invece, l'Assoluto è correttamente indicato come unione di finito ed infinito che vive nell'arte, ma manca la caratteristica dell'opposizione poiché per questa occorre che i due elementi dell'opposizione siano distinti, mentre in Schelling costituiscono un'unità indifferenziata.
Schelling pone l'assoluto in modo a-dialettico, come un'unità astratta priva di concretezza, perciò Hegel afferma che il suo concetto dell'Assoluto è paragonabile ad una notte in cui tutte le vacche sono nere. Qui vale la figura del cerchio dove come nell'unità indifferenziata ogni punto si confonde con il precedente. Un'altra critica è rivolta all'intuizionismo schellinghiano; ossia la pretesa che la coscienza possa immediatamente innalzarsi al sapere attraverso quello che Hegel definisce "il colpo di pistola" dell'intuizione.

#### La critica a Jacobi
Nel saggio Fede e sapere, pubblicato nel 1802 sul "Giornale critico della filosofia", diretto insieme con Schelling, Hegel critica, oltre Kant e Fichte, anche Jacobi il cui fideismo esprime la dottrina del sapere immediato, senza le mediazioni razionali, facendo un salto dal soggetto all'oggetto senza cogliere la razionalità che, superando metodicamente l'opposizione tra soggetto e oggetto, perviene allo stesso risultato. Nell'Enciclopedia scriverà che « [...] la filosofia del sapere immediato va così oltre nelle sue astrazioni che vuole la determinazione dell'esistenza inseparabilmente congiunta, non solo col pensiero di Dio, ma anche con le rappresentazioni del mio corpo e delle cose esterne...la differenza tra l'affermazione del sapere immediato e la filosofia si riduce a questo...che si contrappone al filosofare.» E altrove, ironicamente, scriverà che il salto mortale di Jacobi dall'uomo a Dio è mortale... solo per la filosofia. Ricorrere alla fede implica necessariamente l'esclusione della filosofia.

## Ideale e reale
Secondo Hegel la libertà individuale non esiste e tutto è determinato nello Spirito e dallo Spirito, che è anche Ragione, Essere e Idea e, insieme, il Dio di Platone, quello di Plotino, di Proclo e di Spinoza, panteistico e panenteistico. Il Dio di Hegel è necessità assoluta che si fa identità assoluta. Nell'Enciclopedia delle scienze filosofiche scrive:
§149. Quindi la necessità è "in sé" un'unica essenza identica "con sé".
§150. Ciò che è necessario è "in sé" relazione assoluta. Nella sua processualità la relazione si nega e si supera [Aufhebung] in assoluta identità.
"Il tutto è l'essenza che viene a compimento mediante il suo sviluppo, di esso si può dire che è essenzialmente risultato, che esso è alla fine quello che in realtà è."

### Monismo assoluto materiale e spirituale
Sin dagli scritti teologici giovanili Hegel si oppone energicamente al cosiddetto "principio del nord", a quella separazione tra ideale e reale che era tipica del kantismo e che non lasciava spazio alla conoscenza del Reale, inteso questo come l'Intero dal quale la Ragione traeva il suo senso e il suo perché. Per Hegel il presupposto della verità della conoscenza è un monismo assoluto di forme spirituali che si evolvono e si assolutizzano in un'unicità diveniente continua, dove il materiale e lo spirituale sono indistinguibili e connessi in un continuo superamento di "momenti" necessari del divenire storico per mezzo di una fenomenologia dove ciò che è posto trova la sua negazione e poi il suo superamento in una nuova figura (o appunto "fenomeno").
Si tratta di un processo teleologico necessario, che già nel 1807 veniva presentato così:

### La separazione tra ideale e reale ad opera della religione
La separazione tra ideale e reale, tra cielo e terra, ebbe luogo, secondo il filosofo tedesco, con l'avvento del pensiero ebraico e con il successivo pensiero cristiano. La religione cristiana, derivata da quella ebraica, aveva staccato il senso della propria vita dalla vita stessa, ponendolo al di sopra della terra, in un dio lontano posto in cielo. Dio non apparteneva più all'intima natura delle cose, com'era, per esempio, presso gli antichi Greci, ma veniva scisso dal mondo; l'uomo così, lasciato al suo destino, viveva in uno stato, per così dire, di minorità dal quale, attraverso il senso del peccato e l'insoddisfazione per la propria esistenza, sentiva il bisogno di ricongiungersi con il senso vero delle cose. Con il cristianesimo era nato perciò quel senso di frustrazione e di pena, di infelicità concettuale nella "scissione", che per millesettecento anni aveva impedito di capire il vero senso dello Spirito.

### La "coscienza infelice"
Hegel definisce tale stato di scissione o alienazione "Coscienza infelice". Quest'ultima è una situazione necessaria che serve all'uomo per ricercare quel senso dell'armonia perduta, per creare in lui la consapevolezza della propria esperienza tragica, la quale si risolve nell'aspirare alla riconciliazione finale con Dio, in una sorta d'armonia dinamica, con lo stesso significato che ne aveva dato Platone nel Sofista, quando si trovò a definire la Dialettica come rapporto dell'unità con la molteplicità. Questo fenomeno pregresso della storia dell'uomo è così descritto da Hegel:
L'atteggiamento di Hegel si pone allora come una negazione del cristianesimo ma anche come suo assorbimento nel procedere storico. L'Aufhebung (il Superamento) è possibile se, come dice più avanti con la fusione dell'effettualità reale con l'autocoscienza:
È sulla base di questa nuova visione dell'Assoluto che si possono intendere le critiche di Hegel alle filosofie precedenti di Kant, Fichte e Schelling. Nei confronti di Schelling, Hegel lamenta, a partire dalla Fenomenologia dello spirito, l'assenza della prospettiva metodologica della dialettica. Per quanto concerne la conoscenza del Reale, che per Schelling si risolveva nella indifferenziata sinossi di ideale e reale, è "la notte in cui tutte le vacche sono nere", come commenta Hegel nella prefazione della sua opera.
Proprio in virtù di questo attacco alle filosofie precedenti La Fenomenologia dello spirito cerca di spiegare la storia del pensiero, attraverso un divenire, nel tempo e nelle epoche, dell'esperienza della coscienza, che Hegel intese come sottotitolo alla sua opera e che meglio inquadra il suo testo. L'opera descrive i tre momenti che, nella storia, hanno caratterizzato la cultura umana e che si ripetono continuamente nella vita di ciascun individuo, con l'intento di dimostrare, laddove ce ne fosse bisogno, la contemporaneità del modello astratto e del modello concreto, affinché, attraverso i fatti della storia, possa dispiegarsi, rendendo conto di sé, il divenire dello Spirito.
- La prima posizione che lo Spirito ha assunto nella storia è quella dello stato ingenuo dell'armonia originaria, rappresentata dai Greci, dove le forze del dio erano presenti nella natura stessa delle cose, un aspetto del pensiero che contraddistingueva anche le religioni più primitive (animismo).
- Il secondo momento è quello della scissione dal dio, introdotto dalla religioni abramitiche; Dio si manifesta all'uomo, ma, attraverso il peccato originale, opera la scissione; l'uomo, come un angelo caduto, sperimenta l'angoscia e il dolore nella Valle di lacrime che il Padre celeste ha posto per lui: è il Medioevo, l'età che precede la modernità fino a Kant.
- Il terzo momento è scandito dall'avvento della Ragione, lo Spirito si eleva ad una consapevolezza compiuta, conscio della tristezza della scissione, vuole riconciliarsi con il mondo, diventa così Autocoscienza, la presenza attiva di uno Spirito nel mondo che si riconcilia con il mondo stesso, è, dunque, lo Spirito infinito, non più rappresentato dalla sostanza che è posta staticamente al di sotto delle cose, ricoperte dalla loro apparenza fenomenica. La realtà è Soggetto, attività e automovimento.

Non sono le cose che procedono dall'Assoluto, ma l'Assoluto è questo stesso procedere. Da ciò se ne deduce che per Hegel la Realtà è infinita, è un Soggetto che tiene i fili della storia e che parla attraverso i suoi uomini, quegli uomini che la storia l'hanno sempre fatta in prima persona, che come strumenti nelle mani di questo ineluttabile essere supremo, ne operano il naturale svolgimento. Cosicché le vicende del mondo non sono estranee alla storia dello Spirito perché la storia del mondo è la storia stessa di Dio, è la storia dell'avvento dello Spirito, del realizzarsi della Ragione.

### LaFenomenologia dello Spirito
Hegel sviluppa il tema della risoluzione del finito nell'infinito nella Fenomenologia dello Spirito (laddove fenomenologia significa Scienza di ciò che appare). La fenomenologia è la storia romanzata dello Spirito (Geist) che si ripercorre a partire dalla forme più semplici della coscienza individuale; potremmo dire che la Fenomenologia sia il ricongiungersi dell'universale con sé stesso, attraversando il concreto: in pratica è come se nella dottrina hegeliana esistessero due piani separati che s'intersecano e sovrappongono quando l'Assoluto s'incarna nello Spirito soggettivo.
- Il primo percorso è quello della coscienza individuale verso il possesso dell'Assoluto ed è questa la strada indicata nella Fenomenologia.
- Il secondo cammino è quello dell'Assoluto che attraverso gli stadi dialettici dello sviluppo logico di Idea (con la corrispondente dottrina della Logica) - Natura (studiata dalla Filosofia della Natura) - Spirito (descritto nella Filosofia dello Spirito) si manifesta come Spirito soggettivo nell'individuo e, da questo punto coincidendo con la prima via giunge, passando attraverso lo Spirito oggettivo, su se stesso, gonfio di realtà, come Spirito assoluto.

Hegel riproporrà infine l'intero percorso, sia quello individuale che quello dello stesso Assoluto, nella Enciclopedia delle scienze filosofiche in compendio.

### Dall'individuo all'Assoluto
Il farsi dinamico dell'Assoluto, ovvero il divenire, il continuo cambiamento della realtà, avviene attraverso tre momenti dialettici fondamentali:
- idea in sé (tesi), che può essere identificata con il Dio prima della creazione dell'entità finita (il mondo), o, per meglio dire, quando il mondo è solo un programma ed è presente soltanto l'ossatura razionale del finito;
- idea fuori di sé (antitesi), è la Natura, cioè l'estrinsecazione o l'alienazione dell'Idea nelle realtà spazio-temporali del mondo;
- idea in sé e per sé (sintesi), che ritorna in sé, cioè lo Spirito, ovvero l'idea che ritorna al suo stadio iniziale, gonfia di concretezza, dopo il passaggio attraverso la Natura.

Queste tre fasi non devono essere intese in senso cronologico, ma solo in senso ideale: infatti lo Spirito è eterno sia come l'idea, sia come il suo opposto, la Natura.
A questi tre momenti, corrispondono tre diverse branche della filosofia hegeliana:
- La logica, suddivisa a sua volta in dottrina dell'essere, dottrina dell'essenza e dottrina del concetto;
- La filosofia della natura, ripartita in meccanica, fisica e organica;
- La filosofia dello spirito, che studia lo spirito soggettivo, oggettivo e assoluto.

La manifestazione dell'Assoluto, la sua discesa nel mondo è rappresentata nella Fenomenologia, che secondo il primo progetto dell'autore doveva essere un'introduzione alla Logica: la coscienza umana, partendo dallo stadio della conoscenza empirica, si evolve gradualmente al sapere scientifico.
Con l'ampliarsi della materia trattata, il testo si trasformò in un'esposizione dell'intero sistema: da qui le confusioni e le oscurità che caratterizzano l'opera.
La Fenomenologia è un'indagine, non solo della coscienza teoretica, ma anche della coscienza morale, sociale, politica e religiosa.
La Coscienza individuale ripercorre tutte le tappe dello Spirito Assoluto, e dopo molti travagli, viene ad identificarsi con esso. Da ciò prende l'avvio una delle più famose figure della Fenomenologia dello Spirito, vale a dire quella della Coscienza infelice cioè quella coscienza che non sa di essere tutta la realtà, e che pertanto viene dilaniata da opposizioni interne che riesce a superare solo comprendendo di essere il tutto. Inconsapevole di essere tutta la Realtà, versa in uno stato di scissione con l'Intero, sperimentando le lacerazioni, le opposizioni, i conflitti che si possono risolvere soltanto con la certezza che, su ogni singola realtà, questa stessa coscienza vi potrà scorgere la sua piena realizzazione come Ragione, ritrovando la piena armonia con l'Assoluto.
Sono quattro i momenti dello sviluppo fenomenologico: la coscienza, l'autocoscienza, la ragione e lo spirito.

## I capisaldi del sistema hegeliano
Per comprendere al meglio il pensiero di Hegel, è necessario chiarire nuovamente i punti fondamentali della sua dottrina che sono tre: La realtà come Spirito Infinito (o Finito per Infinito), Identità di Razionalità (o Ragione) e Realtà e infine Il Compito della Filosofia (o funzione giustificatrice della Filosofia).

### La realtà come Spirito infinito
Per Hegel è fondamentale superare le opposizioni e le scissioni della mente (ad esempio fenomeno/noumeno kantiano oppure Essere immutabile di Parmenide/Essere in divenire di Eraclito).
Il fine di Hegel (e di conseguenza della sua filosofia) è quello di costruire una totalità unificata, che chiamerà  Spirito Assoluto,  superando questa armonia scissa e, pertanto, il compito della filosofia sarà quello di costruire questo Assoluto al fine di superare le opposizioni e le scissioni.
Lo stesso Hegel dice: "l'interesse della Ragione è raggiungere una sintesi unificata", cioè l'unione tra in sé (Tesi) e per sé (Antitesi).
La conflittualità che per prima cosa Hegel deve risolvere è la dualità Finito/Infinito.
Egli non vuole né ridurre l'infinito ad una molteplicità di finito né considerare il finito come molteplicità dell'infinito. Hegel, dunque, deve mettere sullo stesso piano Finito e Infinito insieme, sostenendo che il mondo non è altro che la manifestazione e realizzazione dell'infinito.
Il finito, costituito dalle sue parti finite, esiste solo e unicamente in funzione dell'Infinito. Ciò significa che una parte di finito presa singolarmente per Hegel non esiste.
Per comprendere a fondo questo concetto hegeliano, è necessario rifarsi alla concezione romantica (di impronta schellinghiana) della Natura, intesa come Organismo vitale. Essa, infatti, è costituita da parti, le quali singolarmente non esistono, ma insieme formano il Tutto (Il Tutto al di sopra della Parte). Questa concezione che risale al pensiero spinoziano, sarà in seguito definita come "olismo". In particolare il sistema filosofico hegeliano è stato chiamato "Monismo Panteistico Dinamico".
In questo senso Hegel si avvicina in parte al concetto di Sostanza già presente in Spinoza, salvo che l'Assoluto è Soggetto dinamico in divenire, Pensiero di Pensiero (Aristotele).
La realtà, dunque, non è sostanza ma Soggetto, Spirito. Il soggetto inteso come attività, processo, automovimento, rappresenta un'acquisizione moderna resa possibile ad Hegel dalla scoperta di Kant dell'"io penso" (l'appercezione trascendentale). La realtà dunque è Spirito infinito e non è più rappresentata dalla sostanza staticamente al di sotto delle cose ricoperte dalla loro apparenza fenomenica. La realtà è soggetto, attività, automovimento. Non sono le cose che procedono dall'Assoluto ma l'Assoluto è questo stesso procedere.
Cosicché le vicende del mondo non sono estranee alla storia dello Spirito. La storia del mondo è la storia stessa di Dio, è la storia dell'avvento dello Spirito, del realizzarsi della ragione.

### Identità fra ragione e realtà
La ragione (Vernunft), per Hegel non è esclusivamente un mezzo legato alla mente umana, ma come intelletto (Verstand), è un principio metafisico. La razionalità dunque non è pura astrazione, ma può essere trovata nel mondo come un raggruppamento delle leggi che lo regolano (infatti il mondo non è una realtà caotica, un susseguirsi disordinato di eventi, bensì è dominato da un ordine razionale).
- Con la prima parte della formula ("ciò che è razionale è reale"), Hegel vuole dire che ciò che è ragionevole diventa realtà, si attua in forme concrete. Un ideale razionale prima o poi si realizza. E se non si realizza, vuol dire che non è razionale. Quindi, secondo Hegel, gli ideali e i programmi politici che non si sono mai tradotti in atto, si sono dimostrati, proprio per questo, irrazionali e senza alcun valore, delle vane fantasie di esaltati. Per sapere se un programma politico o un'ideologia è giusta, è razionale, bisogna vedere se si attua concretamente nella storia.[28]
- La seconda parte della formula ("ciò che è reale è razionale") dice che in tutto ciò che è reale (nella natura e nella storia) si può rintracciare un'intrinseca razionalità. La realtà, cioè l'insieme dei fenomeni naturali e degli eventi storici, non è una materia caotica, caratterizzata dal caso, ma ha un suo sviluppo logico, poiché è il manifestarsi di una struttura razionale (l'Idea, o Ragione), che è inconsapevole nella natura e consapevole nell'uomo. Tutto ciò che esiste deve poter essere compreso. Non esiste veramente nulla che la nostra ragione non sia in grado di capire. Pertanto, il manifestarsi di un'azione reale è rintracciabile nella sola Ragione, origine e procedimento del reale stesso.[29]

Allora la logica, che studia i processi del pensiero, troverà la sua corrispondenza nella metafisica, che studia i processi della realtà. Una delle colpe di Kant è stata quella di avere privato con il criticismo il popolo tedesco della metafisica, ma un popolo senza metafisica è come «un tempio senza santuario». Bisogna restituire alla speculazione la metafisica identificandola con la logica.

### Reale ed esistente
Con questa affermazione, Hegel non vuole comunque sostenere che tutto ciò che accade è da considerarsi razionale (e quindi necessario e giusto) nei minimi particolari. È vero che il reale è razionale, cioè perfettamente necessario, ma non è vero che tutto ciò che esiste in un determinato momento è da considerarsi reale. Hegel, infatti, distingue fra reale ed esistente. Solo gli aspetti più profondi e universali dell'esistenza sono reali e quindi razionali. Invece, le manifestazioni particolari dell'esistenza (ciò che è contingente e inessenziale) non sono veramente reali. Ad esempio, sul piano politico, veramente reali non sono i sentimenti e le passioni degli individui, ma sono reali e razionali le istituzioni e soprattutto lo Stato. Analogamente, sul piano naturale, veramente reale non è il singolo fenomeno, come, per esempio, l'iridescenza dell'arcobaleno, ma lo sono ben più le leggi fisiche che lo determinano.
Reale non è, dunque, per Hegel, il particolare, l'individuo, ma l'universale.

### Funzione giustificatrice della filosofia
Una volta appurato che la realtà è ragione e di conseguenza idea, e che tutto ciò che avviene è razionale, si tratta di stabilire quale sia il compito della filosofia. Hegel lo riscontra nel semplice prendere atto della realtà quale essa sia. La filosofia non deve prefiggersi di trasformare la realtà, come dirà Marx. La filosofia, essendo la più alta e compiuta manifestazione dell'Assoluto, non può essere presente in ogni stadio del pensiero umano, ma solo alla fine del percorso, quando la realtà è già compiuta e non vi è più nulla da trasformare. Si tratta di rendere sistematico e organico il processo descrittivo di "ricapitolazione". Ecco dunque che la filosofia altro non deve se non giustificare.
Ad ogni modo, anche se si ammette l'esistenza dell'accidentale nella natura e nella storia, la trama essenziale del mondo, gli aspetti che contano nell'universo, restano, per Hegel, razionali e necessari. E se il reale è razionale, per Hegel la filosofia deve sostanzialmente accettare la realtà presente, senza contrapporre ad essa degli ideali alternativi (poiché la realtà, sostanzialmente, è già come deve essere). Compito della filosofia è prendere atto della realtà storica e giustificarla con la ragione.
In particolare, la filosofia del diritto deve mostrare la razionalità, e cioè la positività, dell'epoca attuale e delle sue istituzioni politiche, per esempio dello Stato.
Hegel afferma che «la filosofia è il proprio tempo appreso con il pensiero». La filosofia non può superare la propria età, non può prevedere il futuro; non dev'essere promotrice di progresso, non deve annunciare nuove epoche. La filosofia cerca, invece, di comprendere il presente, e di dimostrarne, con la riflessione, l'intrinseca necessità.
La filosofia non ha il compito di trasformare la società, di determinarla o guidarla, ma di spiegarla.
La filosofia, però, può spiegare la realtà solo al termine del suo processo di realizzazione. Infatti, un periodo storico può essere pienamente compreso solo al termine del suo sviluppo, quando ha espresso tutte le sue potenzialità.
Hegel sostiene che la filosofia è simile alla Nottola di Minerva (una specie di civetta, uccello sacro alla dea Minerva (Atena), la quale nasce dal cervello di Giove e rappresenta la sapienza) che inizia il suo volo solo al crepuscolo, quando il sole è già tramontato. Hegel, con questa metafora, vuole dire che la filosofia sorge quando una civiltà ha ormai compiuto il suo processo di formazione e si avvia al suo declino. Così, al tramonto degli stati ionici nell'Asia Minore sorge la filosofia ionica. Con la decadenza di Atene nasce la filosofia di Platone e di Aristotele. A Roma la filosofia si diffonde solo al tramonto della repubblica e col regime dittatoriale degli imperatori, ecc.

### La dialettica
L'Assoluto, per Hegel, è fondamentalmente il divenire. La legge che regola tale divenire - e cioè la legge dell'Assoluto - è la dialettica. La dialettica è in primo luogo la legge della razionalità, cioè il principio universale che fissa i rapporti fra i concetti opposti del pensiero. Ma la dialettica è anche la legge della realtà, cioè chiave stessa dell'universo, dato che la realtà (la natura e il mondo umano della storia) è una manifestazione della razionalità. La dialettica è una proprietà dei pensieri e una proprietà delle cose. Anche il mondo, in ogni sua parte, nella natura e nella storia, porta le tracce di questa legge.
Il concetto di dialettica, nella tradizione filosofica, ha ricevuto significati diversi. Per Kant, dialettica è l'attività della ragione che si dibatte in insanabili contraddizioni quando abbandona il terreno dell'esperienza. Per Fichte dialettico è lo sviluppo dell'Io che procede attraverso tre momenti: uno positivo (tesi), uno negativo di opposizione (antitesi), e uno di conciliazione degli opposti tramite limitazione (sintesi).
Hegel riprende la concezione triadica fichtiana secondo cui i rapporti fra i concetti si articolano in tre momenti (tesi, antitesi e sintesi). Questi termini, però non compaiono in Hegel, che preferisce i termini di natura ontologica (e di estrazione teologica): in sé (an sich), per sé (für sich), e in sé e per sé (an sich und für sich). È pertanto un linguaggio un po' più complesso che nell'Enciclopedia delle scienze filosofiche è così spiegato:
- il 1º momento è definito intellettivo astratto, o l'idea in sé (studiata dalla logica)
- il 2º momento è definito razionale negativo o dialettico, o l'idea fuori di sé (studiata dalla filosofia della natura)
- il 3º momento è definito razionale positivo o speculativo, o l'idea in sé e per sé (studiata dalla filosofia dello spirito)

### Il momento intellettivo astratto
Il 1º momento intellettivo astratto consiste nel considerare i concetti opposti del pensiero come del tutto distinti e separati gli uni dagli altri. Questo modo di pensare i concetti opposti, come sussistenti di per sé e senza influenze reciproche (il bene distinto dal male, la vita dalla morte, ecc.), è opera dell'intelletto (Verstand), che si lascia guidare dal principio di identità e di non contraddizione, secondo cui ogni cosa è uguale a se stessa ed è assolutamente diversa dalle altre.
Per l'intelletto (Verstand), ad esempio, il bene è bene e basta, e per esistere non ha bisogno che di se stesso, la vita è vita e basta, ecc. Si tenga presente che per Hegel l'intelletto è la facoltà del dividere, del classificare, che separa e irrigidisce i concetti. La ragione (Vernunft), invece, è la facoltà che li mette in movimento e ne coglie l'unità.
L'intelletto è il pensiero astratto, la ragione è il pensiero concreto.

### Il momento razionale negativo
Nel 2º momento razionale negativo o dialettico, interviene appunto la ragione, che mette in evidenza i limiti dell'intelletto: infatti la ragione dimostra che ogni concetto, per essere compreso, non dev'essere isolato da tutti gli altri, ma, al contrario, va messo in relazione con la sua negazione, col suo opposto e l'opposizione per Hegel è la molla della realtà: il bene, per essere compreso, va messo in relazione con l'esperienza concreta del male, ecc.
Infatti, il bene è tale solo in rapporto al male: chi non conosce il male non conosce nemmeno il bene. Per spiegare ciò che una cosa è bisogna chiarire ciò che essa non è. Secondo Hegel, se isoliamo totalmente un concetto dal suo opposto, questo concetto perde di significato e addirittura si confonde e si rovescia nel suo opposto.

### Il momento razionale positivo
Nel 3º momento, razionale positivo o speculativo, la ragione si rende conto che ogni coppia di idee opposte si trova sempre contenuta in un'altra idea superiore che ne rappresenta la sintesi, ossia la loro correlazione. L'idea del vendere è l'opposto di quella del comprare, ma l'una non può sussistere senza l'altra, ed entrambe sono contenute nell'idea del commercio (sintesi) che le mette in correlazione.
Il terzo momento è detto anche della negazione della negazione, giacché in esso gli opposti vengono negati nella loro negatività (cioè nella loro separazione) e affermati nella loro unità in un concetto superiore. Il terzo momento è detto anche del superamento, parola italiana che traduce il sostantivo tedesco "Aufhebung", dal verbo Aufheben. Questo in realtà, ha tre significati etimologici: 1º "togliere" (auf), 2º "sollevare/raccogliere", 3º "conservare superando" (hebung). Infatti nel terzo momento gli opposti sono tolti dal loro isolamento e conservati nella loro unità per il superamento.
Ma la sintesi, a sua volta, diviene tesi di una successiva triade, e così via. In tal modo lo spirito passa da sintesi particolari a sintesi sempre più vaste. Ad esempio, il mercato è solo una delle componenti di una sintesi più vasta, la società, e questa di una sintesi ancora più ampia, lo Stato, ecc.
Il processo dialettico per Hegel non è, però, a sintesi aperta, ma a sintesi chiusa. Se il processo fosse aperto, cioè se non si concludesse mai, l'Assoluto non avrebbe mai il pieno possesso di se stesso. Di conseguenza, Hegel opta per una dialettica a sintesi finale chiusa, cioè per una dialettica che ha un ben preciso punto di arrivo (lo Spirito Assoluto). Pertanto, solo la sintesi finale è propriamente il Vero. La Verità definitiva si comprende solo alla fine del processo dialettico, quando ne abbiamo percorso tutte le articolazioni.

### La logica hegeliana e quella aristotelica

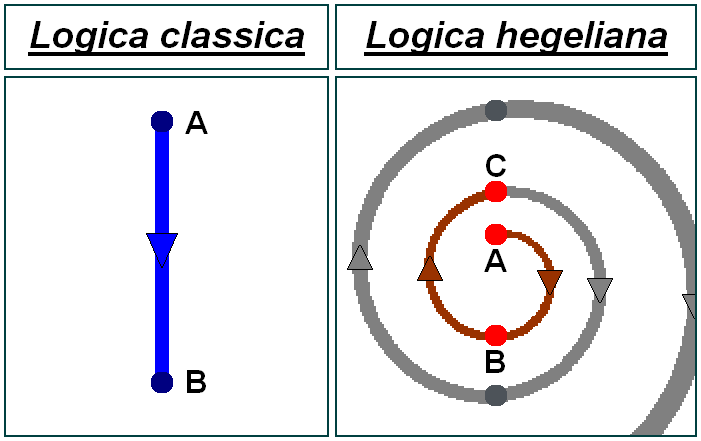
Mentre la logica classica partiva da un punto A del tutto a priori rispetto all'esito del ragionamento (B), nella dialettica hegeliana il flusso logico che va da A a B, dove questo antiteticamente contraddice ma non annulla (aufheben), spinge ad arricchire la tesi iniziale in una sintesi onnicomprensiva (C).

La logica dialettica di Hegel è diversa dalla logica aristotelica Questa aveva per suoi princìpi fondamentali il principio di identità e quello di non contraddizione, secondo cui gli opposti non possono mai stare insieme. Invece, per Hegel il reale è proprio un insieme (una sintesi) di opposti. La logica aristotelica, dunque, non serve; o, per meglio dire, è la logica dell'intelletto, non della ragione.
Una volta trasferita dal mondo dei concetti a quello della natura e della storia, la dialettica si svolge logicamente. I vari momenti (tesi, antitesi e sintesi) si succedono logicamente gli uni agli altri. Sennonché Hegel pensa che anche nella natura e nella storia la sintesi sia sempre il solo momento concreto, mentre tesi e antitesi restano astratti una volta superati. La sintesi è il solo momento concreto perché costituisce il fine che guida lo sviluppo dialettico dei due momenti precedenti che ne costituiscono i passi intermedi e che esistono solo in funzione di essa.
La sintesi è cronologicamente ultima ma logicamente prima. Tutto in modo coerente a ciò che diceva Aristotele, per il quale ciò che è primo al pensiero è ultimo nell'essere, e viceversa.
Per esempio, nello sviluppo di una pianta dal seme (tesi), al fiore (antitesi), al frutto (sintesi), è il frutto che guida lo sviluppo dell'organismo e che costituisce il fine verso cui il seme e il fiore tendono. Anche nella realtà naturale e storica lo sviluppo avviene per negazioni: il seme per diventare fiore deve morire, negarsi, ma anche il fiore per diventare frutto (sintesi) deve morire. Analogamente, il bambino diviene adolescente solo se come bambino muore, e l'adolescente diventa adulto negando se stesso. Ogni negazione è un'ulteriore determinazione. Il fiore nega la realtà del seme ma dà senso alla vita del seme, traduce la sua fine in una vita ulteriore e più progredita.
La concezione dialettica del mondo elaborata da Hegel è fondamentalmente ottimistica: infatti anche il momento dell'opposizione (dell'antitesi) è benefico. La vita e la storia dell'uomo sono indubbiamente caratterizzate da drammi, fratture, contrasti e contraddizioni; tuttavia tali fratture sono necessarie, altrimenti la vita e la storia stesse verrebbero del tutto meno. Se il seme non “morisse” in quanto seme, non si trasformerebbe in fiore e non ci sarebbe sviluppo. Il negativo è l'ostacolo su cui si esercita la libertà dell'uomo e il progresso dell'umanità.
Il divenire dell'identità viene rappresentato da Hegel con esempi e in termini più generali, con una notazione letterale, tipica del rigore matematico. Aristotele, fondatore della logica, era solito a sua volta rappresentare i concetti di logica con delle lettere, e con tale simbologia enunciava le proprietà riflessiva, simmetrica e transitiva degli enti.
L'identità dell'identico e del diverso permea tutta la matematica e le scienze. 

Nella Fenomenologia dello Spirito, Hegel esemplifica che quando scriviamo "A = B" stiamo affermando un'identità dell'identico e del diverso: con due lettere "A" e "B" indichiamo due enti-idee diversi (in quanto due) e allo stesso tempo uguali, a meno di ammettere che "A" e "B" sono semplicemente parole vuote di significato, due nomi per la stessa realtà e che ogni uguaglianza è una tautologia inutile all'essere e al limite al pensiero, vale a dire un io che diviene cosciente che due parole che credeva differenti in realtà sono sinonimi per la stessa realtà. 

L'identità "A = B" non è la presa di coscienza di una realtà statica, preesistente e persistente a chi la scopre, che porta a accorgersi in un secondo momento che le realtà fisiche sottostanti a due parole "A" e "B", magari non simili a prima vista, sono le stesse. 

L'identità "A = B" è un processo dinamico in cui le parole "A" e "B" sono sinonimi intercambiabili soltanto nel momento di sintesi, per tornare poi a divergere e contrapporsi. Nel primo caso, dopo questa presa di coscienza, la persona è libera di impoverire il suo linguaggio e il suo pensiero, usando solo uno dei due termini che sono intanto equivalenti, e dimenticando l'altro; né è libera di cancellare il percorso che ha portato a notare l'identità, perché tale insieme di passaggi non è una mera costruzione mentale, è un divenire dell'essere: non si deve perdere la dialettica, se non si vuole perdere l'oggetto
Hegel mostra non solo la valenza di quelle proprietà, ma che una qualunque identità del tipo "A = B", non è mai un'identità statica, ma un'identità dinamica, che diviene nel tempo (tesi: A = A; antitesi: B'= A, B= (A'); sintesi: A = (A')). Indicando i due termini dell'eguaglianza non con un'unica lettera A, ma con due "A" e "B", è implicita una differenza fra i due termini, che resta aufheben come tolta nella sintesi, in cui "A" è identico al suo diverso "A'". La sintesi è logicamente prima perché rappresenta alla coscienza anche i due successivi momenti dell'identità riflessiva, e della manifestazione e della contrapposizione col diverso al proprio interno ("B" è anche uguale ad "A").

## L'ultimo Hegel
Nella visione dialettica della realtà di Hegel, il male, l'antitesi, il negativo, la tragicità della vita sono sempre risolti dalla positività della sintesi finale ottenuta tramite la ragione, che nega la negazione e quindi riafferma il bene a un grado più elevato.
Andando oltre la teodicea di Leibniz, secondo Hegel il male presente in ogni aspetto dell'esistenza, il pantragismo, rientra nell'ottimismo dialettico in cui la negatività viene conservata e superata dalla sintesi della razionalità, il panlogismo.
Invece nel pensiero dell'ultimo Hegel sorge una drastica dissociazione da questo processo dialettico che, mediante il logico, neutralizzerebbe il tragico rendendolo giustificabile e quindi giusto (pangiustificazionismo).
Infatti, nella famosa sezione dedicata all'"astuzia della Ragione" (List der Vernunft), nella "Introduzione" alle Lezioni sulla filosofia della storia (1837), Hegel distingue
- l'alienazione (Entäusserung) dello Spirito assoluto, che è riconciliabile (Versöhnung) con se stesso, e
- l'estraniazione (Entfremdung) dello spirito soggettivo e personale, il quale invece non ne può ricavare alcuna consolazione e conforto.

L'ottimistica visione esistenziale svanisce davanti alla constatazione del persistere della coscienza infelice nelle singole soggettività in preda dell'Assoluto, vittime passive d'un fatalismo storico che sfrutta gli individui per il suo presunto progresso provvidenziale. Così Hegel finisce col sostenere che «La storia non è il terreno della felicità. I periodi di felicità sono in essa pagine vuote» e con il parlare di [Geschichte als] Schlachtbank, del «[banco da] mattatoio della storia».

### Opere maggiori di Hegel con relativa traduzione italiana
- Scritti teologici giovanili a cura di Edoardo Mirri, Napoli, Guida, 1972 (traduzione dell'edizione curata da Herman Nohl nel 1907).
- Scritti giovanili, a cura di Edoardo Mirri, Napoli-Salerno, Orthotes, 2015 (traduzione dei primi due volumi dell'edizione critica (Gesammelte Werke) delle Opere di Hegel).
- Primi scritti critici, a c. di Remo Bodei, Milano, Mursia, 1971.
- Filosofia dello spirito jenese, a c. di Giuseppe Cantillo, Bari. Laterza, 1984
- Fenomenologia dello spirito, a c. di Enrico De Negri, Firenze, La Nuova Italia, 1933.
- Fenomenologia dello spirito Testo a fronte, trad. di Vincenzo Cicero, Milano, Bompiani, 1995.
- Fenomenologia dello spirito, a c. di Gianluca Garelli, Torino, Einaudi, 2008.
- La scienza della logica, a c. di A. Moni, Bari, Laterza, 1924.
- Enciclopedia delle scienze filosofiche in compendio, a c. di B. Croce, Bari, Laterza, 1907.
- Enciclopedia delle scienze filosofiche in compendio (1830) a c. di Vincenzo Cicero, Milano, Bompiani, 2000.
- Enciclopedia delle scienze filosofiche in compendio con le aggiunte a cura di L. von Henning, K. L. Michelet e L. Boumann, Torino, UTET, 1981-2002 (tre volumi).
- Lineamenti di filosofia del diritto, a c. di Giuliano Marini, Bari, Laterza, 1987 (nuova edizione riveduta 1999.
- Lineamenti di filosofia del diritto a c. di Vincenzo Cicero, Milano, Rusconi, 1996.
- Estetica a cura di Nicolao Merker, traduzione dal tedesco di N. Merker e Nicola Vaccaro, Milano, Feltrinelli, 1963.
- Lezioni sulla filosofia della religione a c. di Elisa Oberti e Gaetano Borruso, Bologna, Zanichelli, 1974.
- Lezioni sulla filosofia della storia a c. di Guido Calogero e Corrado Fatta, Firenze, La Nuova Italia, 1941-1963, 4 vol.
- Lezioni sulla storia della filosofia a c. di E. Codignola e G. Sanna, Firenze, La Nuova Italia, 1930-1944, 4 vol.

### Saggi su Hegel
- AA. VV., Interpretazioni hegeliane, Firenze, La Nuova Italia, 1980.
- Emiliano Alessandroni, Potenza ed eclissi di un sistema. Hegel e i fondamenti della trasformazione, Mimesis, Milano 2016.
- Giuseppe Bedeschi, Hegel, Laterza, Bari 1993.
- Ernst Bloch, Soggetto - oggetto. Commento a Hegel, Il Mulino, Bologna, Il Mulino, 1975.
- Remo Bodei, Sistema ed epoca in Hegel, Il Mulino, Bologna 1975.
- Claudio Cesa (a cura di), Guida a Hegel, Laterza, Roma-Bari 2004.
- Benedetto Croce, Saggio sullo Hegel, Bibliopolis, Napoli, 2006.
- Gianfranco Dalmasso, Hegel probabilmente, Jaca Book, Milano, 2015.
- Enrico De Negri, Interpretazione di Hegel, Firenze, Sansoni, 1943.
- Cornelio Fabro, La prima riforma della dialettica hegeliana, Editrice del Verbo Incarnato, Segni (RM) 2004.
- Martin Heidegger, "Il concetto hegeliano di esperienza", in Sentieri interrotti, La nuova Italia, Milano 1999.
- Martin Heidegger, La fenomenologia dello spirito di Hegel, Guida, Napoli 2000.
- Martin Heidegger, "Colloquio sulla dialettica", in Archivio di filosofia, LXVIII, 2000, 1-3.
- Martin Heidegger, "Hegel e i greci", in Segnavia, Adelphi, Milano 2002.
- Dieter Henrich, Hegel im Kontext, Suhrkamp, Frankfurt a.M., 1981.
- Sidney Hook, "Da Hegel a Marx", Sansoni, Firenze, 1972.
- Vittorio Hösle, Il sistema di Hegel: l'idealismo della soggettività e il problema della intersoggettività, Napoli, La Scuola di Pitagora, 2012.
- Jean Hyppolite, Genesi e struttura della Fenomenologia dello Spirito di Hegel, Firenze, La nuova Italia, 1972.
- Alexandre Kojève, Introduzione alla lettura di Hegel. Milano, Adelphi, 1996.
- Domenico Losurdo, Hegel e la libertà dei moderni, Roma, Editori Riuniti, 1972.
- Domenico Losurdo, Hegel. Questione nazionale, restaurazione. Presupposti e sviluppi di una battaglia politica, Università degli Studi, Urbino 1983.
- Domenico Losurdo, Tra Hegel e Bismarck. La rivoluzione del 1848 e la crisi della cultura tedesca, Editori Riuniti, Roma 1983.
- Domenico Losurdo, La catastrofe della Germania e l'immagine di Hegel, Guerini, Milano 1987.
- Domenico Losurdo, Hegel, Marx e la tradizione liberale. Libertà, uguaglianza, Stato, Editori Riuniti, Roma 1988.
- Domenico Losurdo, L'ipocondria dell'impolitico. La critica di Hegel ieri e oggi, Milella, Lecce 2001.
- Karl Löwith, Da Hegel a Nietzsche. La frattura rivoluzionaria nel pensiero del secolo XIX, Torino, Einaudi, 1949.
- Leo Lugarini, Orizzonti hegeliani di comprensione dell'essere. Una rilettura della scienza della logica, Guerini e Associati, 1998.
- Leo Lugarini, Hegel. Dal mondo storico alla filosofia, Guerini e associati, Napoli 2000.
- György Lukács, Il giovane Hegel e i problemi della società capitalistica, Einaudi, 1960.
- Alexander Magee, Hegel e la tradizione ermetica, Edizioni Meditarrenee, 2013.
- ̪Herbert Marcuse, Ragione e rivoluzione: Hegel e il sorgere della teoria sociale, Il Mulino, Bologna, 1997.
- Arturo Massolo, Logica hegeliana e filosofia contemporanea, Giunti Marzocco, Firenze 1967.
- Costanzo Preve, Hegel Marx Heidegger, C.R.T., Pistoia 1999.
- Costanzo Preve, Hegel antiutilitarista, Settimo Sigillo, Roma 2007.
- Michael Quante, La realtà dello spirito: studi su Hegel, Milano Franco Angeli, 2016.
- Luigi Ruggiu, Lo spirito è tempo. Saggi su Hegel, Milano, Mimesis, 2013.
- Herbert Schnädelbach, Hegel, Bologna, Il Mulino, 2002.
- Livio Sichirollo, Ritratto di Hegel, Manifestolibri, Roma 1996.
- Livio Sichirollo, Hegel e la tradizione, Guerini e Associati, Napoli 2002.
- Vincenzo Vitiello, Dialettica e ermeneutica, Guida, Napoli 1976.
- Jean Wahl, La coscienza infelice nella filosofia di Hegel, Milano, ILI, 1971.